# Maciej Rybus
Maciej Rybus (Łowicz, 19 de agosto de 1989) é um futebolista polonês que atua como lateral esquerdo. Atualmente, joga pelo Lokomotiv Moscou.

## Carreira

### Legia Varsóvia
Rybus começou a carreira no Legia Varsóvia.

### Lokomotiv Moskva
Maciej Rybus se transferiu para o Lokomotiv Moskva, em 2017. Sendo campeão da Russian Premier League, logo em sua primeira temporada.

## Títulos
Lokomotiv Moscou
- Campeonato Russo: 2017–18
- Copa da Rússia: 2018–19
- Supercopa da Rússia: 2019